# Novecento (film)
Novecento è un film del 1976 diretto da Bernardo Bertolucci. 
Annoverato tra le pellicole più lunghe di sempre del cinema italiano ed internazionale, con una durata di ben 5 ore e 20 minuti, è un colossal storico-drammatico ambientato in Emilia, regione natale del regista, e racconta l'amicizia tra due uomini, il possidente terriero Alfredo Berlinghieri ed il contadino Olmo Dalcò, nati nello stesso giorno e nello stesso luogo, in una grande azienda agricola, ma dotati di personalità e condizioni sociali opposte, sullo sfondo dei conflitti sociali e politici che ebbero realmente luogo in Italia nella prima metà del XX secolo.
Presentato fuori concorso al 29º Festival di Cannes, il film fa parte della lista dei 100 film italiani da salvare.

## Trama

### Atto primo

Paolo Pavesi e Roberto Maccanti interpretano Alfredo e Olmo da bambini nel I atto del film

Il film inizia durante la Liberazione: nella bassa emiliana, i contadini armati catturano gli ultimi fascisti ed un ragazzo armato di fucile tiene sotto tiro il ricco possidente terriero Alfredo Berlinghieri.  
1901
Con un salto temporale all'indietro di 44 anni, l'azione si sposta nel 1901 con il "gobbo" del paese detto Rigoletto che annuncia la morte di Giuseppe Verdi.
Nelle vicinanze, nella grande fattoria della famiglia Berlinghieri nella bassa reggiana nella campagne di Poviglio, due donne stanno partorendo il loro primo figlio. Rosina Dalcò vedova, figlia di contadini, dà alla luce Olmo da padre ignoto, mentre Eleonora, moglie di Giovanni, figlio del proprietario terriero Alfredo Berlinghieri, partorisce un bambino che viene chiamato Alfredo, come il nonno paterno. In questo attimo di allegria, in cui le disparità sociali spariscono, il signor Alfredo, felice per la nascita del nipote, distribuisce bottiglie di champagne ai braccianti e brinda alla sorte dei due bambini assieme a Leo, nonno di Olmo nonché capostipite della grande famiglia Dalcò, dove il pargolo non viene accolto con la stessa gioia, in quanto tutti lo vedono solo come una bocca in più da sfamare, in una famiglia che conta già 40 membri.  
1908
Con il trascorrere degli anni, Alfredo e Olmo crescono con le usanze delle rispettive famiglie, dimostrando caratteri e modi di vedere profondamente diversi: tra loro due c'è una sorta di amicizia, fatta di lotte e battibecchi, che si concludono sempre con un sorriso. In fondo, Alfredo ammira Olmo e quest'ultimo invidia Alfredo. Alla fattoria, intanto, arrivano i primi macchinari agricoli, malvisti sia da Leo Dalcò che dal vecchio Alfredo Berlinghieri, sempre più depresso, e alcuni braccianti iniziano a frequentare le leghe contadine e ad aderire alle idee del socialismo rivoluzionaro. Dai Berlinghieri, invece, giungono la sorella di Eleonora e sua figlia, Regina, coetanea di Alfredo.  
Durante un ballo organizzato dai contadini, la crisi depressiva del vecchio Berlinghieri culmina nel suicidio: in seguito il figlio Giovanni secondogenito, con un falso testamento, si appropria dell'eredità e della fattoria, divenendo il nuovo padrone. Successivamente una tempesta distrugge metà del raccolto e Giovanni si reca dai braccianti per comunicare i danni avvenuti: a causa di ciò il lavoro da svolgere viene raddoppiato. Uno dei braccianti "Il Montanaro", in segno di protesta, si taglia un orecchio. Il malcontento generale sfocia nello sciopero agrario dell'epoca e, per evitare che il terreno vada in malora, i padroni sono costretti, con imbarazzo, a fare il lavoro dei braccianti. Leo, dopo aver assistito al cambiamento, muore d'infarto sotto un albero.  
Più tardi , Olmo e gli altri figli dei braccianti vengono mandati a Genova per sfuggire alla mancanza del cibo causata dallo sciopero durato oltre 3 mesi: dopo aver salutato la madre, Olmo sale sul treno decorato dalle bandiere rosse e si allontana nelle campagne.  
1918
Gli anni passano e, quando scoppia la prima guerra mondiale, Olmo combatte al fronte nel Regio Esercito, mentre Alfredo arruolato con il grado di Tenente, a suon di mazzette da parte del padre, riesce ad evitare la partenza per il fronte. Alla fine del conflitto, Olmo ritorna alla fattoria, ricongiungendosi con la madre, i braccianti ed Alfredo. All'azienda agricola c'è una situazione inasprita: siccome la maggior parte degli uomini è andata "a morire" in guerra e, di conseguenza, la produttività è stata ridotta, Giovanni ha abbassato le paghe dei braccianti pur di arricchire il proprio patrimonio, che schizza alle stelle con l'avvento di macchinari agricoli moderni sempre più efficienti. All'azienda agricola, inoltre, si sono avvicinati una serie di loschi figuri, come il fattore Attila Melanchini, ambizioso, spietato e perverso. 
Olmo s'innamora di Anita Furlan, una maestra di origini venete, profuga proveniente da Verona dalle idee socialiste, con cui inizia una lotta serrata ai potenti e allo sfruttamento delle classi più povere. Alfredo, invece, conduce una vita agiata e, nonostante si professi socialista, non fa niente di concreto per aiutare i lavoratori.   
1919
I proprietari terrieri, allarmati dai moti rivoluzionari dalle proteste ed il rifiuto di un mezzadro tale Oreste di lasciare il podere di Avanzini il giorno di San Martino resistendo alle Guardie regie, organizzano una colletta in chiesa per formare un gruppo dedito al soffocamento delle rivolte: in questo modo, nella campagna emiliana, fa il suo ingresso il fascismo, ove Attila Melanchini, ormai amante di Regina cugina di Alfredo, prenderà il ruolo di caposquadra delle Camicie Nere.  
Alfredo ed Olmo si recano a Carpi, e dopo una grottesca disavventura con Neve, una prostituta epilettica, Alfredo a Reggio Emilia conosce, a casa dello zio Ottavio, Ada, una giovane, dolce e stravagante viveuse di famiglia agiata. Durante una sagra di paese, i due consumano un rapporto sessuale nel fienile mentre la casa del popolo viene bruciata da simpatizzanti fascisti: nel tragico epilogo del primo atto, Attila recluta una squadraccia fascista per rovinare le esequie dei quattro morti della casa del popolo.  

### Atto secondo
1926

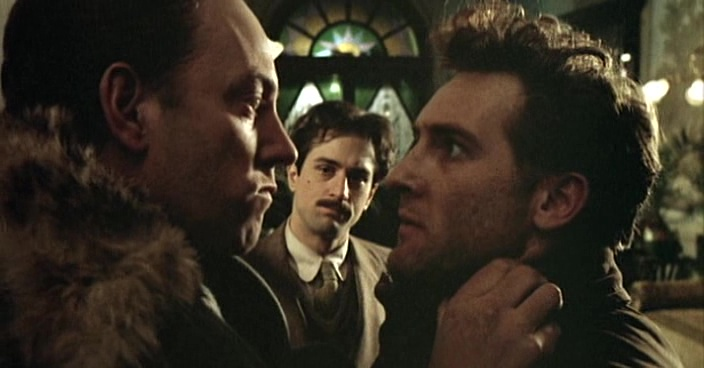
Una scena del II° atto con Donald Sutherland, Robert De Niro e Gérard Depardieu

È passato qualche anno dagli eventi del primo atto e il fascismo è ormai salito al potere: Alfredo si trova in vacanza a Capri in un lussuoso albergo con lo zio omosessuale Ottavio e la fidanzata Ada. I tre intendono recarsi a Taormina, il più lontano possibile dalla violenza fascista. Proprio durante la partenza arriva la notizia dell'aggravamento della malattia del padre di Alfredo, che quindi ritorna alla fattoria. Qui, dopo aver seppellito il poco amato genitore ed ereditato il ruolo di padrone, s'imbatte in Olmo mentre questi ruba la pistola del defunto Giovanni. Olmo spiega ad Alfredo che, nel tempo in cui egli era via, Anita è morta di parto, la figlia è stata chiamata come la madre ed Attila è divenuto ancora più brutale di prima ed esercita violentemente il controllo sull'azienda agricola. Olmo, quindi, chiede all'amico di licenziare Attila, ma Alfredo rifiuta per pavidità: è l'inizio di una graduale frattura tra i due amici. 
1930
Alfredo decide, in seguito, di sposarsi con Ada, suscitando la gelosia morbosa di Regina, innamorata del cugino: nel corso del matrimonio Attila e Regina dopo essere stati redarguiti da Alfredo sul loro comportamento poco gradito, uccidono il giovane rampollo Patrizio Avanzini, figlio di un proprietario terriero, durante una pratica sessuale nel quale lo avevano coinvolto. Olmo viene accusato dell'omicidio e malmenato dai fascisti, sotto gli occhi di un impotente Alfredo, venendo salvato all'ultimo da un vagabondo squilibrato che si accusa da solo del delitto. 
1933
Col passare degli anni Olmo si realizza come norcino tra la bassa parmense e quella reggiana, mentre Alfredo diventa un borghese spietato come il padre ed Ada un'alcolizzata invisa al marito ed alla famiglia di lui. La sera della viglia di Natale, Ada scappa di casa e si reca da Olmo. Il marito la ritrova poi in un'osteria, dove si riappacificano. Attila e Regina, intanto, continuano i loro crimini: determinati ad appropriarsi della villa dei coniugi Pioppi, dopo aver fatto morire il marito di crepacuore, si presentano a casa della vedova, che dopo averli fatti entrare li intrappola nel salotto nel tentativo di vendicarsi e di farsi ridare la villa. Attila, così, sfonda la porta e stupra ed uccide la donna, per poi impalarla sul cancello: Ada ed Alfredo si imbattono nell'assembramento creatosi attorno al cadavere della vedova. Ada, sconvolta dall'ennesimo atto di violenza, fugge con la macchina di Alfredo, lasciando il marito a piedi. Quest'ultimo, disperato, va da Olmo, con cui parla dopo tanta distanza.
1935
Tempo dopo, Ada si è segregata nella corte dove vivono i contadini ed Olmo, assieme agli altri braccianti, si ribella ad Attila prendendolo a colpi di sterco di cavallo ed umiliandolo di fronte ai contadini, ritrovandosi così costretto a fuggire per evitare ritorsioni. Lo stesso fa poco dopo Ada, stanca dell'indifferente marito. La fuga di Olmo non placa l'ira di Attila, che si vendica in una piovosa giornata uccidendo i braccianti che avevano partecipato alla rivolta. 
1945
Si ritorna così alla scena iniziale, durante il sospirato giorno della Liberazione: i contadini catturano Attila e Regina, intenti a fuggire, quindi giustiziano il fattore davanti alle tombe delle sue stesse vittime ed abbandonano la donna in povertà. Anita, ora cresciuta, incontra di nuovo Olmo, finalmente ritornato alla fattoria, e questi si ritrova a sua volta con Alfredo. I contadini della bassa assieme a quelli della montagna, danno inizio ad un processo popolare, dove Olmo condanna Alfredo ad una morte virtuale, con un colpo di fucile sparato in aria per simboleggiare l'uccisione della parte vile e spietata del suo più caro amico. I braccianti inizialmente non capiscono la scelta di risparmiare il padrone, ma poi accettano la cosa con una liberatoria corsa tra i campi sotto la grande bandiera rossa, tenuta nascosta durante il ventennio. Sopraggiungono con autocarri i rappresentanti del CLN, incaricati del disarmo dei partigiani: Olmo accetta per primo di deporre il fucile, ma non prima di ribadire che non si tratta di un gesto di resa ai padroni. 
Alfredo ed Olmo ricominciano ad accapigliarsi come quando erano bambini
1976
I protagonisti ormai 75enni, invecchiano insieme e muoiono come i loro rispettivi nonni, con Alfredo che si suicida facendosi investire dal treno ed Olmo che, in attesa della morte, si siede all'ombra di un albero.

## Cast
Il film assembla un cast internazionale. I protagonisti Olmo e Alfredo vengono impersonati in età adulta rispettivamente da Gérard Depardieu e da Robert De Niro. Altri volti di questa pellicola sono Burt Lancaster, che interpreta il ruolo del nonno di Alfredo, e Donald Sutherland nel ruolo di Attila Melanchini, il principale antagonista, un crudele fattore che uccide violentemente chiunque gli si opponga e, con la sua ferocia asservita al potere, rappresenta il devastante arrivo del fascismo in un Paese dove la ricca borghesia inizia a temere le varie organizzazioni socialiste a difesa dei lavoratori. Tra le vittime di Attila, Ida Pioppi è interpretata da Alida Valli. È presente anche la celeberrima diva del muto Francesca Bertini, nel ruolo della suora Desolata.

## Luoghi delle riprese
Le location delle riprese rispettano tutti i luoghi di ambientazione della trama.
Il film venne girato nelle province di Parma, Cremona, Reggio Emilia, Mantova e Modena. Nel mantovano, la troupe girò alcune scene al santuario delle Grazie di Curtatone e in una villa di San Prospero di Suzzara, mentre l'esecuzione del fascista Attila fu ripresa nel cimitero vecchio di Poggio Rusco. Alcune scene furono girate nel palazzo Canossa e nell'omonima piazza del centro storico di Mantova.
La fattoria in cui si svolge il film è l'azienda agricola Corte delle Piacentine, risalente al 1820, situata a Roncole Verdi, frazione di Busseto; il regista Bertolucci girerà presso Corte delle Piacentine anche alcune scene del suo film La luna del 1979. Si tratta della località in cui nacque Giuseppe Verdi, come ricorda lo stesso nome della frazione. Molte scene furono girate all'azienda agricola Badia di Voltido (CR), a Pontirolo di Drizzona (CR), a Rivarolo del Re ed Uniti (CR), a San Giovanni in Croce (CR) e a Guastalla (RE): nella piazza Mazzini di quest'ultima località fu realizzata una delle scene di massa del film, il funerale dei morti nel rogo fascista della Casa del popolo.
Gli interni della casa di Ottavio Berlinghieri sono stati girati in una villa a San Donnino (frazione di Modena).
Poche le scene girate fuori dalla Pianura Padana: quella del treno che passa sul mare, realizzata tra le gallerie delle Cinque Terre, vicino a Riomaggiore, in provincia della Spezia; quella al mare a Capri, realizzata effettivamente sull'isola; alcune in interni ricostruiti a Cinecittà, come il dialogo fra Alfredo e Ada ubriaca.

## Distribuzione
Nel circuito cinematografico italiano, il film ottenne un ottimo successo, venendo proiettato diviso in due atti a causa dell'eccessiva lunghezza: il 3 settembre del 1976 uscì nelle sale la prima parte, denominata Novecento Atto I, mentre il 23 settembre del 1976 venne distribuita la seconda, chiamata Novecento Atto II.
Negli Stati Uniti, si dovette proporre una sola pellicola ridotta a quattro ore di durata, ma questo film non ebbe successo, in particolare per la sua matrice ideologica e la presenza delle bandiere rosse. In Italia i due atti in cui venne diviso il film registrarono, complessivamente, 10 359 326 spettatori.

## Sequestro per oscenità
Il film fu sequestrato per oscenità e blasfemia dal pretore di Salerno nel settembre del 1976. Il giudizio era dovuto alla scena di pedofilia perpetrata da Attila ai danni di un ragazzino ed alle bestemmie in dialetto proferite da diversi personaggi. Successivamente venne giudicato non osceno da un tribunale e rimesso in circolazione.

## Backstage
Sul set del film, il regista Gianni Amelio girò il documentario Bertolucci secondo il cinema. Durante le riprese, iniziate il 2 luglio 1974, la troupe del film di Bertolucci sfidò più volte a calcio quella di Salò o le 120 giornate di Sodoma, che Pier Paolo Pasolini stava girando nelle vicinanze. Prese parte ad una di queste partite anche un giovane Carlo Ancelotti.